# Morti nel 1517
| Questa pagina contiene informazioni ricavate automaticamente dalle voci biografiche con l'ausilio del template Bio e di un bot. L'aggiornamento è periodico e automatico e ricostruisce completamente la pagina. Se manca una persona in questa lista, sei pregato di non aggiungerla, ma accertati piuttosto che la sua voce biografica contenga il template Bio e che i dati anagrafici siano correttamente compilati. Se il template Bio manca, inseriscilo tu stesso o, in alternativa, metti l'avviso {{tmp\|Bio}} che ne segnala la mancanza. Se i dati riportati sono sbagliati, correggi direttamente la voce biografica; le modifiche saranno visibili in questa lista entro pochi giorni. Per chiarimenti vedi il progetto biografie. La lista contiene solo le 56 persone che sono citate nell'enciclopedia e per le quali è stato implementato correttamente il template Bio. Pagina aggiornata al 31 ago 2024. |

## Gennaio(5)
- 5 gennaio - Francesco Francia, pittore, orafo e medaglista italiano
- 9 gennaio - Giovanna di Trastámara, principessa spagnola (n. 1455)
- 18 gennaio - Francesco Fasolo, avvocato e funzionario italiano (n. 1462)
- 22 gennaio - Hadim Sinan Pascià, politico e militare ottomano (n. 1459)
- 31 gennaio - Al-Qastallani, giurista arabo (n. 1448)

## Febbraio(1)
- 12 febbraio - Caterina di Navarra, sovrana (n. 1468)

## Marzo(5)
- 6 marzo - Antonio Trombetta, francescano e arcivescovo cattolico italiano (n. 1436)
- 7 marzo - Maria di Trastámara, regina (n. 1482)
- 8 marzo - Sisto Gara della Rovere, cardinale e vescovo cattolico italiano (n. 1473)
- 15 marzo - Jaime Serra i Cau, cardinale e arcivescovo cattolico spagnolo (n. 1427)
- 26 marzo - Heinrich Isaac, compositore fiammingo

## Aprile(1)
- 20 aprile - Bogdan III cel Orb, nobile moldavo (n. 1471)

## Maggio(1)
- 21 maggio - Girolamo Amaseo, umanista italiano (n. 1467)

## Giugno(1)
- 19 giugno - Luca Pacioli, religioso, matematico e economista italiano

## Luglio(2)
- 16 luglio - Alfonso Petrucci, cardinale e vescovo cattolico italiano (n. 1491)
- 21 luglio - Hersekli Ahmed Pascià, generale e politico ottomano (n. 1459)

## Agosto(4)
- 5 agosto - Kaspar von Silenen, ufficiale svizzero (n. 1467)
- 9 agosto - Alessandro Guasco, vescovo cattolico italiano
- 15 agosto - Ottilia von Katzenelnbogen, nobildonna tedesca
- 17 agosto - Andrea Della Rena, umanista italiano (n. 1476)

## Settembre(3)
- 8 settembre - Giovan Luca Squarcialupo, nobile e politico italiano
- 13 settembre - Yunus Pascià, politico ottomano
- 21 settembre - Dyveke Sigbritsdatter

## Ottobre(4)
- 11 ottobre - Gian Giordano Orsini, condottiero italiano
- 24 ottobre - Marco Musuro, umanista, letterato e poeta greco
- 27 ottobre - Tommaso Sardi, religioso italiano (n. 1458)
- 31 ottobre - Fra Bartolomeo, pittore italiano (n. 1472)

## Novembre(5)
- 8 novembre - Francisco Jiménez de Cisneros, cardinale, arcivescovo cattolico e politico spagnolo (n. 1436)
- 14 novembre - Luigi III Gesualdo, nobile italiano (n. 1458)
- 21 novembre - Sikandar Lodi,  indiano
- 22 novembre - Antonio De Ferraris, medico, filosofo e astronomo italiano (n. 1444)
- 27 novembre - Luca Baffa, condottiero albanese

## Dicembre(1)
- 2 dicembre - Giovanni Francesco Brivio, nobile italiano (n. 1460)

## Senza giorno specificato(23)
- Tuman Bay II, sultano egiziano
- Abu Abd Allah Muhammad al-Qa'im,  marocchino
- Aymon di Montfalcon, vescovo cattolico e poeta svizzero
- Bernardino Ghisolfo, architetto italiano
- Nicolò Raguseo, pittore dalmata
- Attavante Attavanti, artista italiano (n. 1452)
- Antonio di Neri Barili, scultore, architetto e intagliatore italiano (n. 1453)
- Goffredo Borgia, nobile italiano (n. 1481)
- Gasparo Cairano, scultore italiano (n. 1489)
- Filiberto di Challant, nobile italiano
- Guidoccio Cozzarelli, pittore e miniatore italiano (n. 1450)
- Giovan Battista Danti, matematico e ingegnere italiano (n. 1478)
- Giovanni Francesco Fortunio, letterato e grammatico italiano
- Giovanni Gagini, scultore italiano (n. 1449)
- Francesco Elio Marchese, umanista italiano
- Giovanni Cataldo Parisio, scrittore e politico italiano
- Alessandro Pio di Savoia, nobile italiano (n. 1487)
- Antonio Scanaroli, medico italiano (n. 1450)
- Roberto Tibaldeschi, vescovo cattolico italiano (n. 1468)
- Ludovico de Varthema, scrittore e viaggiatore italiano
- Giangaleazzo da Correggio, politico italiano
- Francesco I de Tassis (n. 1459)
- Giovanni Francesco della Rovere, arcivescovo cattolico italiano (n. 1492)